# 8bitový
V informačních technologiích se jako 8bitová označuje počítačová architektura, která v jednom okamžiku zpracovává informace kódované pomocí 8 bitů, tedy 8bitové bajty neboli oktety. Mikroprocesor (CPU) s daty pracuje pomocí 8bitových registrů a informace se přenáší po sběrnicích o šířce 8 bitů, tedy po osmi datových vodičích. Pro obsluhu dostatečného množství paměti však 8bitové počítače obvykle obsahují 16bitovou paměťovou sběrnici, která umožňuje adresovat paměť o maximální velikosti 64 kilobajtů.
8bitové počítače se vyráběly zejména v 70. a 80. letech 20. století, kdy se vedle 8bitových herních konzolí staly prvními běžně rozšířenými domácími počítači. Postupně je vystřídaly 16bitové počítače, pro které se vžilo označení osobní počítač (PC).

## Procesory
Mezi 8bitové procesory patří:
- Intel 8008
- Intel 8080 (kompatibilní s 8008 na úrovni zdrojového kódu)
- Intel 8085 (binárně kompatibilní s 8080)
- Intel 8051 (Harvardská architektura)
- Zilog Z80 (binárně kompatibilní s 8080)
- Zilog Z180 (binárně kompatibilní se Z80)
- Zilog Z8
- Zilog eZ80 (binárně kompatibilní se Z80)
- Motorola 6800
- Motorola 6803
- Motorola 6809 (částečně kompatibilní s 6800)
- MOS Technology 6502
- Mikrokontrolér PIC (Microchip PIC10, PIC12, PIC16, PIC18)
- rodina mikrokontrolérů Atmel AVR
- mikrokontroléry řady NEC 78K0
- a další…